# Fernand De Clerck
Fernand De Clerck (Brugge, 25 april 1931 – Varsenare, 22 maart 2014) was van 1973 tot 1999 voorzitter van de voetbalvereniging Club Brugge.

## Blikslagerijen
Fernand De Clerck was een nazaat van de stichter van de Blikslagerijen De Clerck in Brugge. Hij volbracht zijn beroepsloopbaan in het familiebedrijf.

## Club Brugge
Van kindsbeen af was Fernand De Clerck betrokken bij Club Brugge, wat niet verwonderlijk was, aangezien zijn grootvader Emiel De Clerck en zijn vader André De Clerck er opeenvolgend voorzitter van waren.
In 1971 trad hij toe tot de beheerraad van de club en werd bijna onmiddellijk tot ondervoorzitter verkozen. In 1973 werd hij voorzitter, in opvolging van zijn vader. Zijn voorzitterschap ving aan onder een ongunstig gesternte. Hoewel hij de club naar een kampioenstitel had geleid, werd de trainer Leo Canjels ontslagen, omwille van een 'misplaatst' interview. Tegelijk moest De Clerck vaststellen dat Club Brugge er financieel heel slecht voorstond en zich op de boord van het faillissement bevond.
De burgemeester van Brugge, Michel Van Maele bracht redding. Enerzijds werd het kapitaal van Club Brugge aangevuld door inschrijvingen van firma's en personen die de burgemeester aanbracht, anderzijds bouwde de stad Brugge het nieuwe Olympiastadion waar de twee Brugse clubs uit eerste divisie, Club en Cercle, konden gebruik van maken, tegen gunstige voorwaarden.
Michel Van Maele werd afgevaardigde bestuurder en was voortaan de belangrijkste beslisser binnen de club. De voorzitter speelde van toen af een meer ceremoniële rol. Het belette niet dat hij zich blijvend voor zijn club bleef inzetten.
In het nieuwe stadion beleefde Club Brugge een nieuwe jeugd. De grootste jaren werden beleefd toen Ernst Happel de trainer was. De Club stootte in het Europees voetbal tweemaal door tot de finale, die ze telkens verloor tegen FC Liverpool.
De Clerck bleef gedurende 26 jaar voorzitter, het langste voorzittersmandaat ooit bij Club. In die periode won Club negenmaal het nationaal kampioenschap, vijfmaal de Beker van België, negenmaal de Belgische Supercup, en eenmaal de Beker van het profvoetbal.
In 1999 ontstond een meningsverschil binnen het clubbestuur. Fernand De Clerck zag zich genoodzaakt ontslag te nemen en werd tot erevoorzitter benoemd. Hij werd in de voorzitterszetel opgevolgd door afgevaardigde bestuurder Michel Van Maele. Hiermee werd een eindpunt gesteld achter 62 jaar onafgebroken voorzitterschap door de 'dynastie' De Clerck.
Fernand De Clerck was ook actief in Azalea Tennisclub in Brugge.